# NGC 6365A
NGC 6365A is een balkspiraalstelsel in het sterrenbeeld Draak. Het hemelobject werd op 15 augustus 1884 ontdekt door de Amerikaanse astronoom Lewis A. Swift.

## Synoniemen
- UGC 10832
- MCG 10-25-19
- ZWG 300.20
- KCPG 511A
- Arp 30
- VV 232
- PGC 60174